# 잃어버린 동전의 비유
잃어버린 동전의 비유(Parable of the Lost Coin)는 예수님의 비유 중 하나이다. 누가복음 15장 8~10절에 나온다. 그 안에는 한 여인이 잃어버린 동전을 찾아 발견하고 기뻐한다. 이 책은 바리새인들과 종교 지도자들이 자신이 "죄인"을 영접하고 함께 먹는다고 비난한 후에 예수께서 말씀하시는 구속에 관한 삼부작의 한 부분이다. 나머지 두 가지는 잃어버린 양의 비유와 탕자의 비유이다.

## 이야기
어떤 여자가 열 드라크마가 있는데 하나를 잃으면 등불을 켜고 집을 쓸며 찾아내기까지 부지런히 찾지 아니하겠느냐— 누가복음 15장 8~10절

## 같이 보기
- 신약 속 예수의 삶
- 예수의 공생애
- 잃어버린 양의 비유